# Vito Kapo
Vito Kapo (Zagoria, 1922. szeptember 11. – Tirana, 2020. február 29.) albán kommunista politikus, nemzetgyűlési képviselő (1950–1990), a párt központi bizottságának tagja (1961–1991), a rendszer utolsó éveiben könnyűipari miniszter volt (1982–1990). Férje Hysni Kapo (1915–1979), az albán állampárt – Enver Hoxha és Mehmet Shehu utáni – harmadik legmagasabb rangú vezetője volt.

## Életútja
Vito Kondi néven született Gjirokastra prefektúra területén, Zagoria vidékén. Egyik öccse a később a kommunista államvezetésben szintén karriert befutott Pirro Kondi (1924–). 1945-ben lépett házasságra az egyik legmagasabb rangú kommunista pártvezetővel, Hysni Kapóval. 1950-től 1990-ig az albán nemzetgyűlés képviselője, 1955-től az Albán Nőszövetség elnöke, 1961-től 1991-ig a párt központi bizottságának teljes jogú tagja volt. Férje 1979-ben bekövetkezett halálát követően sem vonult háttérbe, 1982. november 23-ától 1989. február 2-áig a minisztertanács tagjaként ő vezette a könnyűipari és élelmiszer-ipari tárcát, majd további másfél évig, 1990. július 7-éig a könnyűipari tárcát.